# بردلی، شهرستان بونی، ویرجینیای غربی
بردلی (به انگلیسی: Bradley) یک منطقهٔ مسکونی در ایالات متحده آمریکا است که در شهرستان بونی، ویرجینیای غربی واقع شده‌است. بردلی ۱۹۹٫۰۴ متر بالاتر از سطح دریا واقع شده‌است.